# Eilema badrana
Eilema badrana är en fjärilsart som beskrevs av Moore 1859. Eilema badrana ingår i släktet Eilema och familjen björnspinnare. Inga underarter finns listade i Catalogue of Life.